# Klappnässjön
Klappnässjön är en sjö i Härnösands kommun i Ångermanland och ingår i Gådeån-Indalsälvens kustområde. Sjön har en area på 0,327 kvadratkilometer och ligger 72,3 meter över havet.

## Delavrinningsområde
Klappnässjön ingår i det delavrinningsområde (693939-159901) som SMHI kallar för Mynnar i Norrån. Medelhöjden är 100 meter över havet och ytan är 10,97 kvadratkilometer. Det finns inga avrinningsområden uppströms utan avrinningsområdet är högsta punkten. Vattendraget som avvattnar avrinningsområdet har biflödesordning 2, vilket innebär att vattnet flödar genom totalt 2 vattendrag innan det når havet efter 2,6 kilometer. Avrinningsområdet består mestadels av skog (85 procent). Avrinningsområdet har 0,31 kvadratkilometer vattenytor vilket ger det en sjöprocent på 2,8 procent.